# Palacio de Abrantes (Madrid)
El Palacio de Abrantes es un edificio palaciego del siglo XVII situado en el número 86 de la Calle Mayor de Madrid (España), dentro del Madrid de los Austrias. Actualmente es la sede del Instituto Italiano de Cultura en Madrid.

## Historia
Su origen es de 1652, cuando un noble de la Corte con el cargo de "Espía Mayor del Consejo Secreto de Su Majestad", Juan de Valencia el Infante, compró cinco casas contiguas que se ubicaban en el lugar que ahora ocupa el palacio. Fue construido entre 1653 y 1655 por el arquitecto Juan Maza. Disponía de una torrecilla con chapitel en una de las esquinas, y un torreón, también con chapitel, en la otra. En 1656 el edificio fue adquirido por Antonio de Valdés y Ossorio, caballero de Alcántara; más tarde, en 1669, el edificio pasó a manos de Juan Enríquez de Borja y Almansa, marqués de Alcañices. Desde entonces el palacio fue cambiando de propietarios frecuentemente, habitualmente pequeña nobleza local, a menudo sin dinero y necesitada. Debido a estas circunstancias, en el siglo XVIII y parte del XIX el interior del palacio fue dividido en distintas instancias, siendo alquilado, acogiendo incluso a la servidumbre.
Tras la compra de este por parte de los duques de Abrantes en 1842, entre 1844 y 1845 fue reformado por Aníbal Álvarez Bouquel. De este momento data el nombre con el que se conoce y la fisionomía que presenta en la actualidad. De nuevo fue vendido por éstos, comprándolo el senador Manuel María de Santa Ana para instalar allí la redacción del periódico La Correspondencia de España. 
En 1888, Ignacio Escobar, nuevo propietario del citado periódico, lo vende al Gobierno italiano, que instala su embajada en el edificio. De este modo el embajador Conte Giuseppe Tornielli-Brusati y su sucesor en el cargo, el Barón Renzis di Montano, entre 1888 y 1896, de la mano de Luis Sanz Trompeta, reestructuran el interior del palacio y restauran y embellecen las fachadas con las pinturas que se pueden observar actualmente. En 1936 se suprimieron sus dos torreones angulares de la fachada principal, en estado de ruina, y se le amplió el alero.
En el transcurso de la guerra civil española fue usado por los contingentes italianos de las Brigadas Internacionales y fue dañado levemente como consecuencia de los combates en sus cercanías en los tramos finales de la contienda.
Desde 1939, al ser trasladada la embajada italiana al Palacio de los Marqueses de Amboage, en la calle Juan Bravo, es la sede del Istituto Italiano di Cultura (Instituto Italiano de Cultura) en Madrid.